# Garcinia livingstonei
Garcinia livingstonei är en tvåhjärtbladig växtart som beskrevs av T. Anders.. Garcinia livingstonei ingår i släktet Garcinia och familjen Clusiaceae. Inga underarter finns listade i Catalogue of Life.

## Bildgalleri

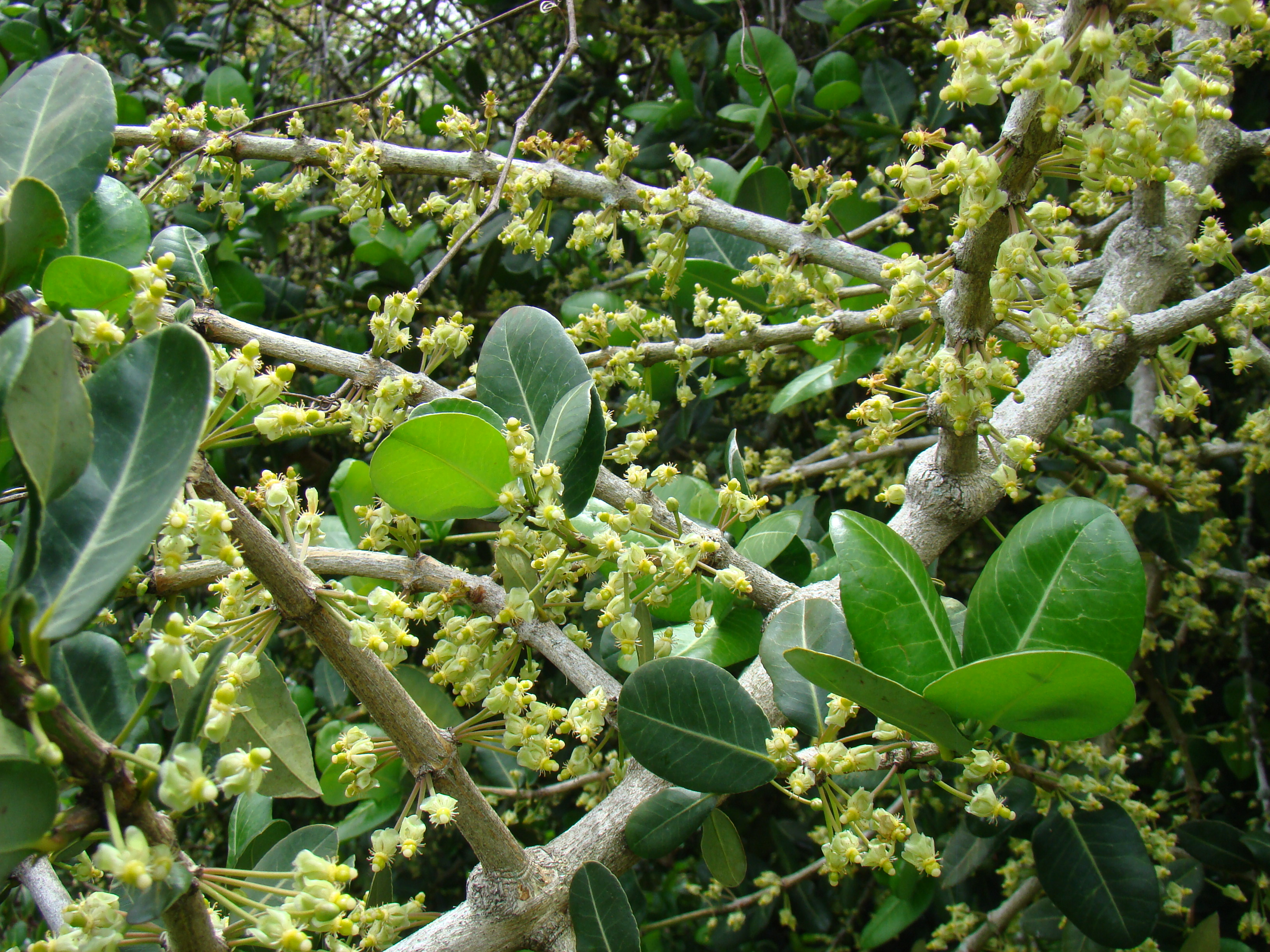
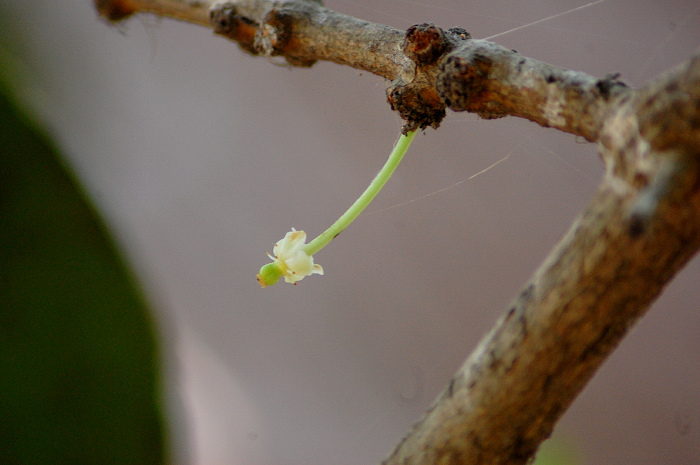
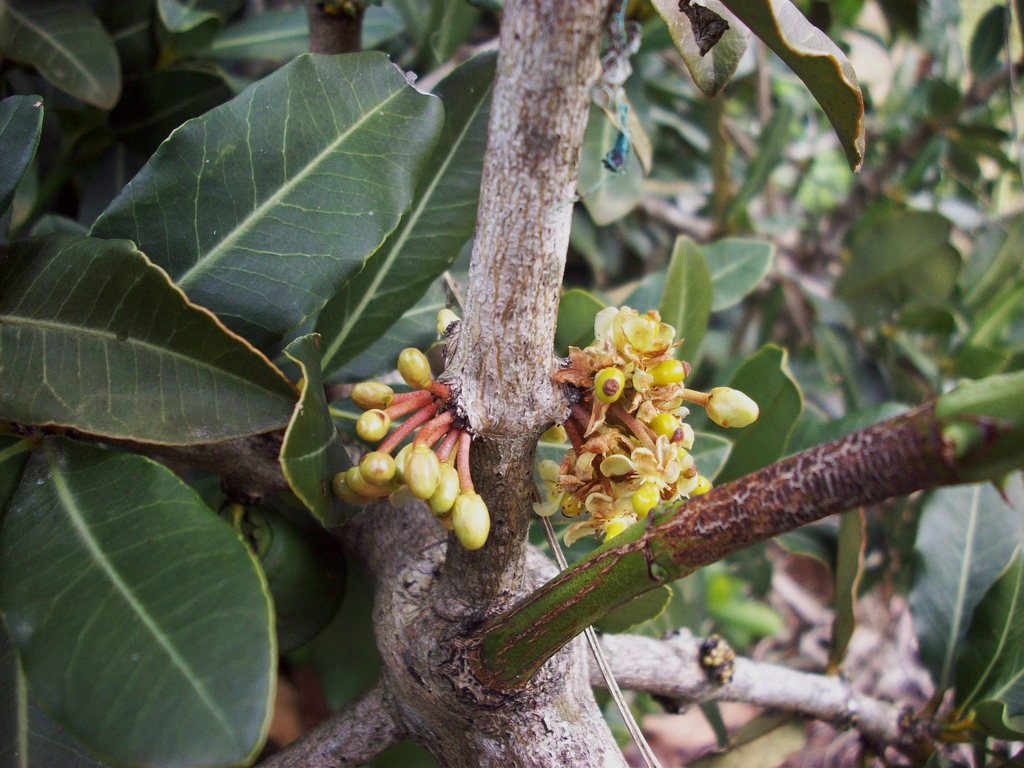
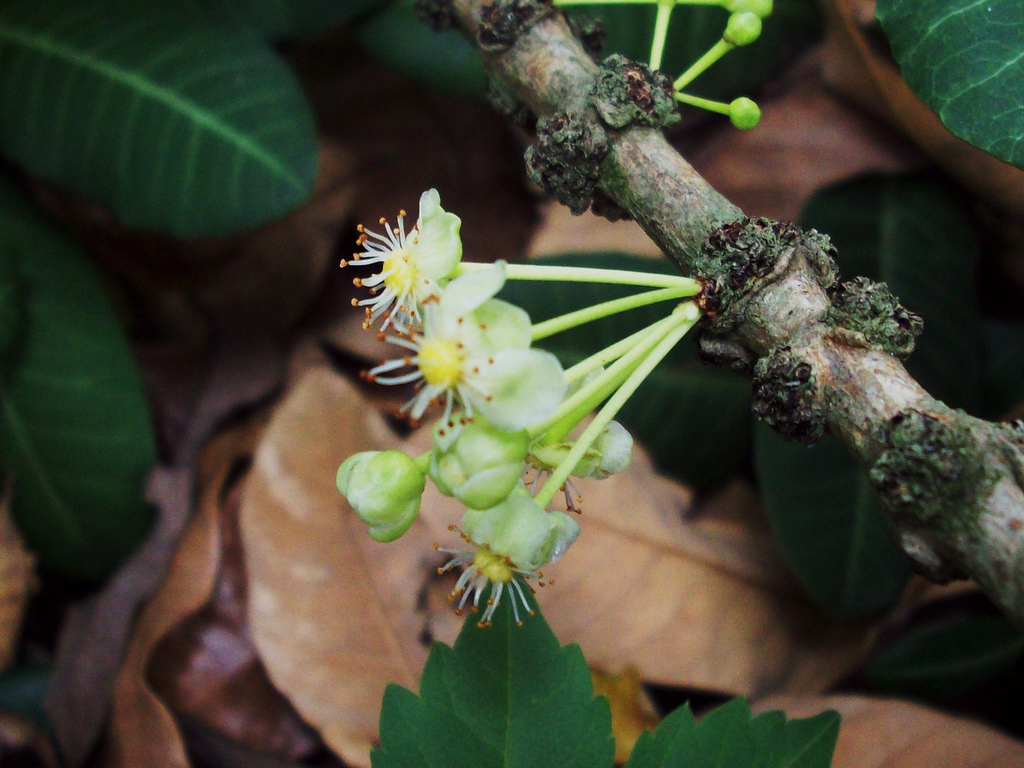